# Dicya lollia
Dicya lollia is een vlinder uit de familie van de Lycaenidae. De wetenschappelijke naam van de soort werd als Thecla lollia in 1887 gepubliceerd door Godman & Salvin.